# Јужни галаго игличастих канџи
Јужни галаго игличастих канџи (лат. Euoticus elegantulus) је врста полумајмуна из породице галага (Galagidae). 

## Распрострањење
Ареал врсте је ограничен на мањи број држава. Врста има станиште у Камеруну, Републици Конго, Централноафричкој Републици, Екваторијалној Гвинеји и Габону.
Присуство у ДР Конгу је непотврђено.

## Станиште
Станиште врсте су влажне шуме на малим висинама.

## Начин живота
Женка обично окоти по једно младунче. 

## Угроженост
Ова врста није угрожена, и наведена је као последња брига јер има широко распрострањење.